# 上田精一
上田 精一（うえだ せいいち、1899年3月1日 - 没年不明）は、日本の陸上競技選手。

## 経歴
現在の島根県出雲市出身。島根師範学校:61から東京高等師範学校に進む。
東京高等師範学校在学中、1922年・1923年の日本陸上競技選手権大会のやり投種目を連覇。1923年には第6回極東選手権競技大会（大阪）に五種競技で出場して優勝した。
東京高等師範学校在学中に、1924年パリオリンピックで男子五種競技に出場した。
1925年には第7回極東選手権競技大会（マニラ）に五種競技で出場した。